# Liolaemus inti
Espèce
Statut de conservation UICN

 LC  : Préoccupation mineure
Liolaemus inti est une espèce de sauriens de la famille des Liolaemidae.

## Répartition et habitat
Cette espèce est endémique de la province de Salta en Argentine,. On la trouve entre 3 700 et 3 940 m d'altitude. Elle vit dans la puna, la plante dominante est le fétuque.

## Étymologie
Le nom spécifique inti vient du quechuan inti, le soleil, en référence à la brillante couleur jaune doré dorsale et ventrale de ce saurien.

## Publication originale
- Abdala, Quinteros & Espinoza, 2008 : Two new species of Liolaemus (iguania: Liolaemidae) from the Puna of Northwestern Argentina. Herpetologica, vol. 64, no 4, p. 458-471.